# Allmänna Idrottsklubben (polisportiva)
L'Allmänna Idrottsklubben, noto come AIK, è un club polisportivo svedese di Stoccolma la cui sede è a Solna, municipalità dell'area metropolitana della capitale.
Con i suoi circa 20 000 membri, è una delle associazioni sportive più grandi di tutta la Svezia.
È anche uno dei club più famosi del paese, soprattutto per le sezioni di calcio e di hockey su ghiaccio.

## Storia
La storia dell'associazione sportiva nacque il 15 febbraio 1891 presso l'abitazione di famiglia dell'allora ventitreenne fondatore Isidor Behrens, sita all'indirizzo Biblioteksgatan 8. Quel giorno erano presenti anche il fratello Emanuel Behrens, Henrik Staberg, W. Pettersson, K. Björck, Robin Holm e F. Karlsson. I ragazzi convenirono che tutti gli sport immaginabili potessero essere praticati, pertanto optarono per la denominazione "Allmänna Idrottsklubben", più o meno traducibile in "Club sportivo generale". La parola "allmänna" ha inoltre un ulteriore significato, essendo anche traducibile in "pubblico" (nel senso di aperto a tutti), visto che chiunque poteva diventare membro in un periodo in cui invece molte società dell'epoca limitavano l'accesso ad alcune categorie come ad esempio al personale militare.
Una settimana dopo questa riunione, il primo consiglio elesse Isidor Behrens come presidente. Al suo primo anno di esistenza, l'AIK contava 43 membri attivi e numerosi sport praticati, tra cui atletica leggera, ginnastica, pattinaggio su ghiaccio, sci, salto con gli sci e corsa su kicksled, a cui si aggiunsero poi lotta, sollevamento pesi, ciclismo, tiro alla fune, nuoto e tiro a segno.
Nel 1896 nacque la sezione calcistica, la quale diventò poi quella più importante e predominante. A partire dal 1937 essa si trasferì al Råsundastadion di Solna, a pochi chilometri a nord-ovest rispetto al centro della capitale.

## Colori e simboli
I colori primari dell'AIK sono il nero e il giallo, con il bianco come colore secondario.
L'attuale logo, creato nella sua prima forma da Fritz Carlsson-Carling, venne selezionato nel 1898 a seguito di un concorso. È di colore blu scuro, giallo e oro. Il suo stile si ispirò probabilmente all'Art Nouveau, che era predominante all'inizio del XX secolo. Contrariamente a quanto si possa pensare, il sole presente nel logo non si riferisce allo stemma di Solna, città che venne istituita solo successivamente, nel 1943. Il primissimo stemma, in uso dal 1891 al 1898 e creato dal membro del consiglio Henrik Staberg, racchiudeva elementi dei vari sport praticati dal club, ma venne giudicato troppo simile all'insegna di un negozio di articoli sportivi.

## Sezioni e squadre attive

### Atletica leggera
Venne costituita il 15 febbraio 1891, contemporaneamente alla nascita dell'associazione sportiva. Il suo periodo di massimo splendore è stato all'inizio del XX secolo. Chiuse nel 1916 per riprendere le attività quasi un secolo dopo, nel 2012.

### Bandy
La sezione maschile nacque nel 1905 per poi cessate le proprie attività nel 1986, salvo riprenderle a partire dal 2004. Vinse il titolo nazionale nel 1909, nel 1914 e nel 1931. La sezione femminile nacque invece nel 1976, e ha un palmarès di 15 titoli nazionali.

### Bocce
Il progetto, nato nel 2008, diventò una sezione della polisportiva nel 2011.

### Bowling
Fondata nel 1910, fu una delle prime associazioni di bowling di tutta la Svezia.

### Calcio
La sezione maschile, nata nel 1896, conta attualmente 12 titoli di Campione di Svezia. La sezione femminile non ha titoli nazionali nel proprio palmarès ma conta alcune annate trascorse nella massima serie nazionale.

### Floorball
Fa parte della polisportiva dal 1996. Debuttò nella massima serie nel 2000-2001. Nel 2006 vinse il suo primo titolo nazionale davanti a 12.987 spettatori, bissando poi il titolo nel 2009.

### Football americano
Il football americano diventò un nuovo sport della polisportiva a partire dal marzo 2020, quando una mozione presentata da alcuni membri dei STU Northside Bulls (squadra già esistente) venne approvata dai membri dell'AIK in occasione della loro riunione annuale.

### Golf
La sezione golfistica prese ufficialmente vita il 25 ottobre 2004, quando i membri dell'AIK votarono favorevolmente la proposta di creare la nuova sezione.

### Hockey su ghiaccio
Nel corso della sua storia, la sezione maschile dell'AIK Hockey (nata nel 1921) conquistò 7 titoli di campione di Svezia, l'ultimo dei quali nel 1984. La sezione femminile vanta invece quattro titoli nazionali, tutti ottenuti tra il 2004 e il 2013, e quattro titoli europei.

### Lotta
Inizialmente attiva dal 1893, non è chiaro quando le sue attività si interruppero. Tuttavia, la sezione riprese vita nel 2017.

### Pallacanestro
La sua nascita venne decretata il 5 marzo 2015 alla riunione annuale, quando i membri del club votarono favorevolmente la proposta di creare una sezione cestistica. Nel giugno 2016, dopo il primo anno di attività, AIK Basket assorbì le attività dei Solna Vikings.

### Pallamano
Costituita nel 1943, la sezione maschile vinse il titolo nazionale nel 1951. Nel 2003 la sezione riprese vita, dopo 23 anni di inattività.

### Pugilato
Il pugilato entrò a far parte della polisportiva nell'autunno 2014.
In passato la società ebbe numerose altre sezioni, oggi non più attive. Nel corso degli anni si registrarono infatti sezioni come quelle di badminton (1945-1966), tennis tavolo (1933-1977), lotta (1893), curling (1946-1973), ciclismo (1897), tiro alla fune (1893), pattinaggio di figura (1897 e poi 1947-1952), orientamento (1901), canottaggio (1893), nuoto (1894), sci (1892-?), pattinaggio di velocità (1892-?), tiro a segno (1894), kicksled (1892-1900), tennis (1932-1978) e sollevamento pesi (1893).